# Aleksandăr Malinov
Aleksandăr Pavlov Malinov (in bulgaro Александър Павлов Малинов?; Orihivka, 3 maggio 1867 – Sofia, 20 marzo 1938) è stato un politico bulgaro e primo ministro del principato di Bulgaria ed in seguito del Regno di Bulgaria per tre differenti mandati..

## Biografia
Nacque nel villaggio di Pandaklij, oggi Orihivka, in Bessarabia, nell'odierna Ucraina, in una famiglia di bulgari bessarabi.
Malinov era noto come sostenitore della necessità di legami più stretti con la Russia e portò avanti questa politica durante il suo primo incarico come primo ministro dal 29 gennaio 1908 al 29 marzo 1911, in cui la Bulgaria passò dallo status di principato a quello di regno pienamente indipendente dall'impero ottomano. Malinov, la cui linea politica svoltò verso il liberalismo, presiedette un mandato relativamente privo di fatti degni di nota, durante il quale la maggiore preoccupazione era di stabilizzare il neonato paese. Si oppose fortemente all'aumento dei legami economici con la Germania nel periodo dopo il suo primo incarico. Esortò Vasil Radoslavov a seguire una politica di neutralità dopo lo scoppio della prima guerra mondiale, temendo che la Germania avrebbe semplicemente sfruttato le risorse bulgare per i propri sforzi bellici.
Fu richiamato all'incarico di primo ministro il 21 giugno 1918 appositamente per tentare di negoziare un armistizio con le potenze dell'Intesa poiché godeva di una reputazione di moderato e di un buon consenso. Dopo che tali tentativi fallirono Malinov votò per continuare a combattere, anche quando un nuovo investimento di denaro tedesco non rese concreto che fosse costretto a cercare la pace. Sebbene Malinov fosse stato incaricato poiché veniva considerato degno di fiducia sia dallo zar che dalla Germania, la sua posizione venne indebolita dal fatto che l'esercito aveva perso ogni interesse nella guerra. Si incarico della supervisione della resa bulgara, ma si dimise il 28 novembre 1918 dopo che la Romania occupò la regione della Dobrugia.
Malinov fece ritorno a capo di un ulteriore governo democratico il 29 giugno 1931, anche se fu un'amministrazione di breve durata. Questo governo cercò di migliorare le relazioni della Bulgaria con gli stati vicini ed a questo fine ordinò l'arresto di un certo numero di prominenti macedoni, sebbene infine la salute vacillante di Malinov pose fine al governo il 2 ottobre dello stesso anno.